# Sharon Carstairs
Sharon Carstairs PC (Geburtsname: Sharon Connolly; * 26. April 1942 in Halifax, Nova Scotia) ist eine kanadische Politikerin der Liberalen Partei Kanadas, die mehr als 17 Jahre lang die Provinz Manitoba als Mitglied im Senat Kanadas vertrat.

## Leben
Sharon Carstairs ist die Tochter von Harold Joseph Connolly, der von April bis September 1954 kurzzeitig Premierminister von Nova Scotia sowie anschließend von 1955 bis 1979 Senator für Nova Scotia war und im kanadischen Senat den Senatsbezirk Halifax North vertrat. Nach dem Schulbesuch absolvierte sie ein Studium, das sie zuerst mit einem Bachelor of Arts (B.A.) abschloss. Ein anschließendes postgraduales Lehramtsstudium beendete sie mit einem Master of Arts in Teaching (M.A.T.) und war im Anschluss als Lehrerin tätig.
Ihre politische Laufbahn begann sie in der Provinz Manitoba und war dort von März 1984 bis November 1992 Vorsitzende der Manitoba Liberal Party. Bei der Provinzwahl vom 18. März 1986 wurde sie erstmals als Mitglied in die Legislativversammlung von Manitoba gewählt und vertrat in dieser bis zu ihrer Ernennung zur Senatorin 1994 den Wahlkreis River Heights. Während ihrer Parlamentszugehörigkeit war sie zwischen 1988 und 1990 Vorsitzende der Fraktion der Manitoba Liberal Party in der Legislativversammlung und damit als erste Frau in der Geschichte Manitobas Führerin der Opposition (Leader of the Opposition).
Am 15. September 1994 wurde Sharon Carstairs auf Vorschlag von Premierminister Jean Chrétien von Generalgouverneur Ray Hnatyshyn zur Senatorin für Manitoba. Dem Senat Kanadas gehörte sie bis zu ihrem vorzeitigen Amtsverzicht am 17. Oktober 2011 an. Ihre reguläre Mitgliedschaft hätte längstens bis zum Erreichen der Altersgrenze von 75 Jahren am 26. April 2017 gedauert.
Während ihrer Mitgliedschaft im Senat war sie zunächst zwischen Februar 1996 und April 1997 Vorsitzende des Ständigen Ausschusses für Rechts- und Verfassungsangelegenheiten und dann von September 1997 bis Oktober 1999 stellvertretende Vorsitzende der Regierungsfraktion (Deputy Leader of the Government in the Senate) sowie im Anschluss von Oktober 1999 bis Oktober 2000 sowohl Vorsitzende eines Unterausschusses des Ständigen Ausschusses für soziale Angelegenheiten, Wissenschaft und Technologie, der sich mit aktuellen Fragen zu Leben und Tod befasste, als auch Vize-Vorsitzende des Sonderausschusses zu illegalen Drogen.
Im Anschluss wurde Sharon Carstairs am 9. Januar 2001 als Vorsitzende der Fraktion der Liberalen Partei Führerin der Regierung im Senat (Leader of the Government in the Senate) und bekleidete diese Funktion im 26. kanadischen Kabinett bis zum Ende von Chrétiens Amtszeit am 11. Dezember 2003. Zugleich wurde sie am 14. März 2001 von Premierminister Jean Chrétien als Ministerin mit der besonderen Verantwortung für palliative Care ernannt und bekleidete dieses Amt ebenfalls bis zum 11. Dezember 2003.
Später war sie von April 2006 bis September 2008 sowie erneut von Januar bis Dezember 2009 Vorsitzende des Sonderausschusses über das Altern und zugleich zwischen April 2006 und September 2007 Vize-Vorsitzende des Ständigen Ausschusses für Menschenrechte. Zuletzt fungierte sie zwischen Januar 2009 und Dezember 2009 zusätzlich auch als Vorsitzende beziehungsweise Vizevorsitzende des Ständigen Gemeinsamen Ausschusses des Parlaments für die Parlamentsbibliothek.

## Veröffentlichungen
- Not one of the boys, 1993
- Dancing backwards: a social history of Canadian women in politics, Mitautor Tim Higgins, 2004
- Raising the bar: a roadmap for the future of palliative care in Canada, 2010
- Pages of reflection: a journal of essays by Senate pages, Herausgeberin, 3 Bände, 2006–2010